# Агнеса Померанська
Агнеса Померанська або Агнеса Богуславівна (пол.: Agnieszka Bogusławówna; анг.: Agnes of Pomerania) (бл. 1381–1388 – до 1430) – поморська княжна, донька князя Померансько-Вольгастського Богуслава VI, дружина Конрада (Старшого), пана фон Таннроде у Штраусфурті (Тюрингія).

## Життєпис
Агнешка Богуславівна народилась у 1381–1388 рр., була донькою Поморського князя Богуслава VI та Юдіти (Юти).
У давнішій літературі зустрічається припущення, що княжна раніше була одружена з Бальтазаром, паном (володарем) Верле-Гюстрова. Цей шлюб заперечується сучасними дослідниками, які, між тим, схильні визнати можливий факт заручин.
Точно відомо, що Агнеса була дружиною Конрада (Старшого), пана (володаня) фон Таннроде у Штраусфурті, сина Конрада та Ірмінгарди, графині Гонштейн-Клеттенберг. Від цього шлюбу було двоє дітей:
- Конрад (народився після 1397-1400 (?), Помер?) - Канонік Кельна.
- Елізабета (?-?) - настоятелька монастиря в Герсе.